# Рождество Богородично (Дворище)
„Рождество Богородично“ или „Света Богородица“ (на македонска литературна норма: „Света Богородица“) е православна църква в беровското село Дворище, Северна Македония. Част е от Струмишката епархия на Македонската православна църква – Охридска архиепископия.
Храмът е изграден в началото на XX век от преселници от Горна и Долна Рибница. В архитектурно отношение е трикорабна базилика с петстранна апсида на изток. Автор на стенописите в църквата е българският зограф Гаврил Атанасов. Църквата празнува на Рождество Богородично, празник известен тук като Рожен. Събор с курбан се прави и на Илинден.